# Храм Иконы Пресвятой Богородицы «Остробрамская»
Храм Иконы Пресвятой Богородицы «Остробрамская» —  храм Русской православной церкви в хуторе Старозолотовский Константиновского района Ростовской области. Относится к Волгодонской епархии, Константиновское благочиние, Донская митрополия РПЦ.
Адрес храма: Россия, Ростовская область, хутор Старозолотовский.

## История
Первое упоминание о действующем храме в станице Золотовской датируется 1763 годом. К этому времени на месте старой церкви была построена и освящена новая деревянная церковь Архистратига Михаила. В 1817 году возникла необходимость в строительстве новой церкви, которая и была построена, однако эта церковь сгорела в 1884 году при пожаре в станице. В этом же году казаки построили новую однопрестольную церковь Архистратига Михаила на каменном фундаменте. Последним её священником был Николай, который был арестован в 1938 году. Сам храм был закрыт. В 1941 году существующая в станице деревянная церковь была разобрана для сооружения Бронницкой переправы через реку, в последующем переправу взорвали немцы.
Духовная жизнь стала возрождаться на хуторе Старозолотовском с распадом СССР. В конце 1990-х годов в новой станице Новозолотовская, основанной на левом берегу реки Дон (хутор на правом берегу стал именоваться Старозолотовским) по инициативе казачества на месте старой церкви установили и освятили крест.

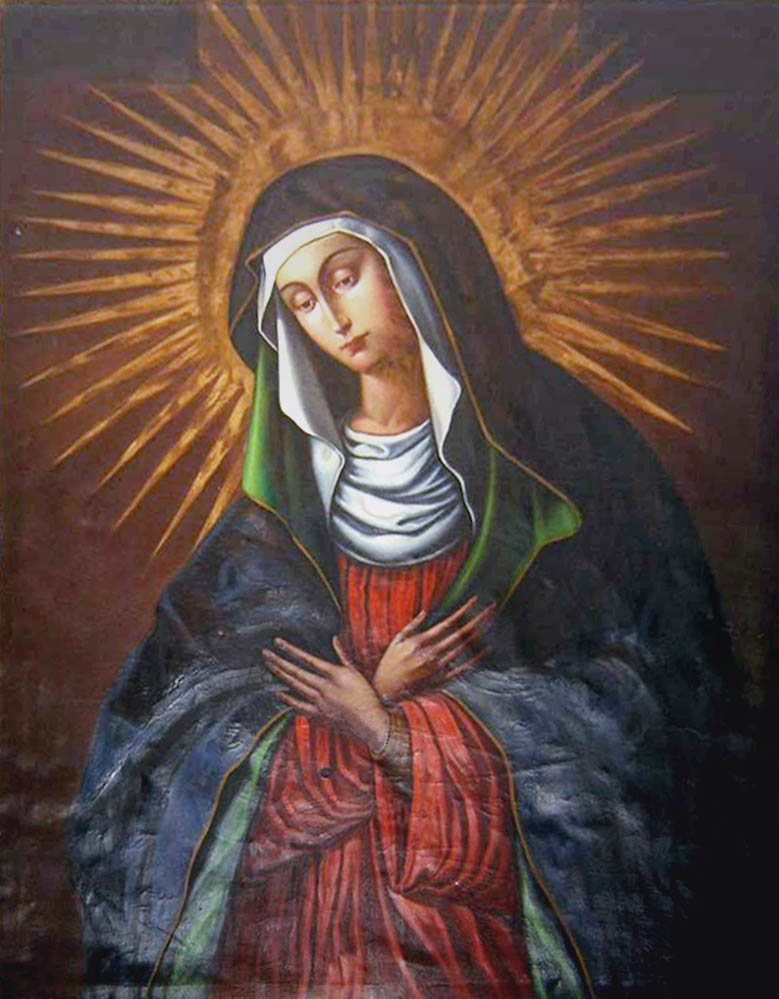
Икона Пресвятой Богородицы «Остробрамская»

В 2004 году по благословению правящего архиерея архиепископа Ростовского и Новочеркасского (ныне митрополит Ярославский) Пантелеимона (Долганина) в хуторе был заложен домовый храм в честь иконы Пресвятой Богородицы «Остробрамская». 3 октября 2005 года прошло освящение и установка купольных главок на храм и колокольню.
Расписывалась церковь на пожертвования семьи Узденовых и других прихожан. Храмовые фрески, иконостас, храмовые иконы были написаны донскими иконописцами.
В 2011 году храм освятил архиепископ Ростовский и Новочеркасский Пантелеимон (Долганин), а 1 августа 2012 года Учредительным Приходским Собранием был принят Устав прихода. В 2012 году храм посетил митрополит Ростовский и Новочеркасский Меркурий.
Рядом с храмом был построен приходской дом, в котором планируется создание духовно-просветительского центра.
Престольный день Виленской-Остробрамской иконы Пресвятой Богородицы в Православной церкви — 26 декабря (8 января нов. ст.). Настоятель храма: протоиерей Сергий Скляренко.

## Престольные праздники
- 8 января — Собор Пресвятой Богородицы.
- 27 апреля — Виленской-Остробрамской иконы Пресвятой Богородицы.